# Iphimedia edgari
Iphimedia edgari is een vlokreeftensoort uit de familie van de Iphimediidae. De wetenschappelijke naam van de soort is voor het eerst geldig gepubliceerd in 1981 door Moore.